# Virginia Leng
Virginia Helen Antoinette Elliott MBE (geborene Holgate, ehemals Leng; geboren am 1. Februar 1955 in Malta), auch bekannt als Ginny Leng, ist eine britische Vielseitigkeitsreiterin, olympische Goldmedaillengewinnerin, Weltmeisterin und Trainerin im Vielseitgkeitssport.

## Leben
Virginia Holgate wurde 1955 als Tochter von Colonel Ronald Morris Holgate in Malta geboren. Sie verbrachte ihre Kindheit in Singapur, auf den Philippinen, in Kanada und auf Zypern, da ihr Vater Offizier bei den Royal Marines war. 1958, im Alter von drei Jahren, begann sie zu reiten. Von 13 bis 16 Jahren besuchte sie eine Schule in Kent und erwarb ihr erstes Pferd, Dubonnet. Sie ließ sich 1971 in Großbritannien nieder. Mit 18 Jahren gewann Leng mit Dubonnet bei den Junioren-Europameisterschaften 1973 in Pompadour, Frankreich, eine Teammedaille. 1974 nahm sie zum ersten Mal an Badminton, Englands wichtigstem Vielseitigkeitsurnier, teil.
Ihre Karriere wurde 1976 unterbrochen, als sie sich bei einem Turnier den linken Arm an 23 Stellen brach und eine Amputation in Betracht gezogen wurde. 1980 gehörte sie zum britischen Olympiateam, allerdings fuhren die Reitsportler nicht nach Moskau.
1985 heiratete sie Hamish Leng. Das Paar ließ sich 1989 scheiden. Im Jahr 1993 heiratete sie Michael Elliott.
1987 nahm sie an Prince Edwards Wohltätigkeits-Fernsehsendung "The Grand Knockout Tournament" teil. Seit den 1980er Jahren hat sie mehrere Bücher geschrieben. 1993 veröffentlichte sie gemeinsam mit Genevieve Murphy ein Buch über das Training von Vielseitigkeitspferden.

## Sportliche Laufbahn
Sie ist Einzel-Weltmeisterin von 1986 und dreifache Einzel-Europmeisterin (1985, 1987, 1989) in der Vielseitigkeit. Außerdem gewann sie bei den Weltmeisterschaften zweimal Gold mit der britischen Equipe (1982 und 1986) und bei den Europameisterschaften vier Mal Gold mit der britischen Equipe (1981, 1985–89). Als vierfache Olympiamedaillengewinnerin gewann sie 1984 und 1988 Einzelbronze und Mannschaftssilber. Von 2008 bis 2013 war sie Trainerin der irischen Vielseitigkeitsequipe. Ihre Pferde Night Cap II und der erfolgreiche Wallach Priceless stammen von dem Vielseitigkeitshengst Ben Faerie ab.
1986 wurde sie für ihre Verdienste um das Reiten zum Mitglied des Ordens des Britischen Empire (MBE) ernannt.
Sie wurde 1989 die erste Person, welche Burghley nach 1983, 1984, 1985 und 1986 fünf Mal gewinnen konnte.

## Bedeutende Siege
Welt- und Europameisterschaften
- 1985 Europameisterin – mit Priceless
- 1986 Weltmeisterin – mit Priceless
- 1987 Europameisterin – mit Night Cap II
- 1989 Europameisterin – mit Master Craftsman

Badminton Horse Trials:
- 1985 – mit Priceless
- 1989 – mit Master Craftsman
- 1993 – mit Welton Houdini

Burghley Horse Trials:
- 1983 – mit Priceless
- 1984 – mit Night Cap II
- 1985 – mit Priceless
- 1986 – mit Murphy Himself
- 1989 – mit Master Craftsman (erste Person, die Burghley fünf Mal gewinnen konnte).